# John Septimus Roe Anglican Community School
La John Septimus Roe Anglican Community School est une école privée anglicane située à Perth, en Australie-Occidentale. C'est la plus grande école anglicane dans cet État, avec le plus long nom d'une école en Australie Occidentale. L'école porte le nom de John Septimus Roe, le premier géomètre-expert général d'Australie Occidentale.